# Tetragonula penangensis
Tetragonula penangensis är en biart som först beskrevs av Cockerell 1919.  Tetragonula penangensis ingår i släktet Tetragonula och familjen långtungebin. Inga underarter finns listade i Catalogue of Life.